# 美姑灯心草
美姑灯心草（学名：Juncus meiguensis）为灯心草科灯心草属的植物，为中国的特有植物。分布于中国大陆的四川省等地，一般生于山坡阳处，目前尚未由人工引种栽培。